# Protrelloidinae
Die Protrelloidinae sind eine Unterfamilie der Pfriemenschwänze mit 29 Arten. Sie sind die einzige Unterfamilie der Protrelloididae und Parasiten bei Schaben.

## Merkmale
Typisch für die Familie ist, dass die Vulva vor der Basis des Ösophagus liegt und die Eier groß und länglich sind.

## Systematik
Zur Unterfamilie gehören gegenwärtig fünf Gattungen:
- Napolitana Kloss, 1959
- Protrellatus Farooqui, 1970
- Protrelleta Chitwood, 1932
- Protrelloides Chitwood, 1932
- Protrellus Cobb, 1920